# Cyklistika na Letních olympijských hrách 2004
Cyklistické soutěže na Letních olympijských hrách 2004 v Athénách.

## Silniční cyklistika

### Muži
| Kategorie                      | Zlato                           | Stříbro                                     | Bronz                            |
| ------------------------------ | ------------------------------- | ------------------------------------------- | -------------------------------- |
| Muži závod s hromadným startem | Paolo Bettini · Itálie (ITA)    | Sérgio Paulinho · Portugalsko (POR)         | Axel Merckx · Belgie (BEL)       |
| Muži časovka                   | Vjačeslav Jekimov · Rusko (RUS) | Bobby Julich · Spojené státy americké (USA) | Michael Rogers · Austrálie (AUS) |

### Ženy
| Kategorie                      | Zlato                                      | Stříbro                                               | Bronz                             |
| ------------------------------ | ------------------------------------------ | ----------------------------------------------------- | --------------------------------- |
| Ženy závod s hromadným startem | Sara Carriganová · Austrálie (AUS)         | Judith Arndtová · Německo (GER)                       | Olga Sljusarevová · Rusko (RUS)   |
| Ženy časovka                   | Leontien van Moorselová · Nizozemsko (NED) | Deirdre Demet-Barryová · Spojené státy americké (USA) | Karin Thürigová · Švýcarsko (SUI) |

## Dráhová cyklistika

### Muži
| Kategorie                        | Zlato                                                                        | Stříbro                                                                             | Bronz                                                                            |
| -------------------------------- | ---------------------------------------------------------------------------- | ----------------------------------------------------------------------------------- | -------------------------------------------------------------------------------- |
| Muži stíhací závod (jednotlivci) | Bradley Wiggins · Velká Británie (GBR)                                       | Brad McGee · Austrálie (AUS)                                                        | Sergi Escobar · Španělsko (ESP)                                                  |
| Muži stíhací závod (družstva)    | Austrálie (AUS) · Graeme Brown · Brett Lancaster · Brad McGee · Luke Roberts | Velká Británie (GBR) · Steve Cummings · Rob Hayles · Paul Manning · Bradley Wiggins | Španělsko (ESP) · Carlos Castaño · Sergi Escobar · Asier Maeztu · Carlos Torrent |
| Muži sprint (jednotlivci)        | Ryan Bayley · Austrálie (AUS)                                                | Theo Bos · Nizozemsko (NED)                                                         | René Wolff · Německo (GER)                                                       |
| Muži sprint (družstvo)           | Německo (GER) · Jens Fiedler · Stefan Nimke · René Wolff                     | Japonsko (JPN) · Tošiaki Fušimi · Masaki Inoue · Tomohiro Nagacuka                  | Francie (FRA) · Mickaël Bourgain · Laurent Gané · Arnaud Tournant                |
| Muži 1000 m s pevným startem     | Chris Hoy · Velká Británie (GBR)                                             | Arnaud Tournant · Francie (FRA)                                                     | Stefan Nimke · Německo (GER)                                                     |
| Muži bodovací závod 40 km        | Michail Ignaťjev · Rusko (RUS)                                               | Joan Llaneras · Španělsko (ESP)                                                     | Guido Fulst · Německo (GER)                                                      |
| Muži keirin                      | Ryan Bayley · Austrálie (AUS)                                                | José Antonio Escuredo · Španělsko (ESP)                                             | Shane Kelly · Austrálie (AUS)                                                    |
| Muži madison 50 km               | Austrálie (AUS) · Graeme Brown · Stuart O'Grady                              | Švýcarsko (SUI) · Franco Marvulli · Bruno Risi                                      | Velká Británie (GBR) · Rob Hayles · Bradley Wiggins                              |

### Ženy
| Kategorie                        | Zlato                           | Stříbro                              | Bronz                                      |
| -------------------------------- | ------------------------------- | ------------------------------------ | ------------------------------------------ |
| Ženy stíhací závod (jednotlivci) | Sarah Ulmer · Nový Zéland (NZL) | Katie Mactier · Austrálie (AUS)      | Leontien van Moorselová · Nizozemsko (NED) |
| Ženy sprint (jednotlivci)        | Lori-Ann Muenzer · Kanada (CAN) | Tamilla Abassova · Rusko (RUS)       | Anna Meares · Austrálie (AUS)              |
| Ženy 500 m s pevným startem      | Anna Meares · Austrálie (AUS)   | Jiang Yonghua · Čína (CHN)           | Natalija Cylinská · Bělorusko (BLR)        |
| Ženy bodovací závod 25 km        | Olga Sljusarevová · Rusko (RUS) | Belem Guerrero Méndez · Mexiko (MEX) | María Luisa Calle · Kolumbie (COL)         |

## Horská kola
| Kategorie          | Zlato                                       | Stříbro                                | Bronz                             |
| ------------------ | ------------------------------------------- | -------------------------------------- | --------------------------------- |
| Muži cross-country | Julien Absalon · Francie (FRA)              | José Antonio Hermida · Španělsko (ESP) | Bart Brentjens · Nizozemsko (NED) |
| Ženy cross-country | Gunn-Rita Dahleová Flesjåová · Norsko (NOR) | Marie-Hélène Prémont · Kanada (CAN)    | Sabine Spitzová · Německo (GER)   |

## Přehled medailí
| Pořadí | Země                         | Zlato | Stříbro | Bronz | Celkově |
| ------ | ---------------------------- | ----- | ------- | ----- | ------- |
| 1      | Austrálie (AUS)              | 6     | 2       | 3     | 11      |
| 2      | Rusko (RUS)                  | 3     | 1       | 1     | 5       |
| 3      | Velká Británie (GBR)         | 2     | 1       | 1     | 4       |
| 4      | Německo (GER)                | 1     | 1       | 4     | 6       |
| 5      | Nizozemsko (NED)             | 1     | 1       | 2     | 4       |
| 6      | Francie (FRA)                | 1     | 1       | 1     | 3       |
| 7      | Kanada (CAN)                 | 1     | 1       | 0     | 2       |
| 8      | Itálie (ITA)                 | 1     | 0       | 0     | 1       |
| 8      | Nový Zéland (NZL)            | 1     | 0       | 0     | 1       |
| 8      | Norsko (NOR)                 | 1     | 0       | 0     | 1       |
| 11     | Španělsko (ESP)              | 0     | 3       | 2     | 5       |
| 12     | Spojené státy americké (USA) | 0     | 2       | 0     | 2       |
| 13     | Švýcarsko (SUI)              | 0     | 1       | 1     | 2       |
| 14     | Čína (CHN)                   | 0     | 1       | 0     | 1       |
| 14     | Japonsko (JPN)               | 0     | 1       | 0     | 1       |
| 14     | Mexiko (MEX)                 | 0     | 1       | 0     | 1       |
| 14     | Portugalsko (POR)            | 0     | 1       | 0     | 1       |
| 18     | Bělorusko (BLR)              | 0     | 0       | 1     | 1       |
| 18     | Belgie (BEL)                 | 0     | 0       | 1     | 1       |
| 18     | Kolumbie (COL)               | 0     | 0       | 1     | 1       |